# La Plana (Pinell de Solsonès)
|  | Aquest article tracta sobre el pla de Pinell de Solsonès. Vegeu-ne altres significats a «Plana (desambiguació)». |

La Plana és un pla ocupat per camps de cultiu situat al sud de la masia de Cavallol, al municipi de Pinell de Solsonès, al Solsonès.